# Pasquier Quesnel
Pasquier Quesnel (París, 14 de juliol del 1634 - Amsterdam, 2 de desembre del 1718) fou un teòleg francès, el qual, havent-se doctorat en teologia a la Sorbona, va entrar el 1657 a l'Oratori de Jesús, on els seus superiors el van distingir confiant-li la direcció de la casa de París.

## Biografia
Totalment partidari de les idees jansenistes dominant a l'Oratori, va publicar per als seus deixebles, el 1671, l'Abrégé de la morale de l'Evangile, ou Pensées chrétiennes sur les textes des IV Evangiles pour en rendre la lecture plus facile (conegut com el Nou Testament de Pasquier), el qual, recomanat per algunes personalitats religioses, va obtindre un gran èxit i va ésser successivament ampliat en noves edicions.
El 1675 va publicar una nova edició de les obres de Lleó el Gran, amb notes i comentaris que posaven en dubte l'autoritat del papa. La Congregació de l'Índex va prohibir l'obra i Quesnel va reaccionar d'una manera violenta, per la qual cosa es va veure obligat a abandonar París l'any 1681 i traslladar-se a Orleans.
Convidat el 1684 a subscriure el formulari votat per l'assemblea general de l'Oratori del 1670 (pel qual els seus membres es comprometien a no professar el jansenisme ni altres opinions que estiguessin en oposició amb Roma), Quesnel va preferir abandonar l'Ordre. Es va refugiar al principi a Brussel·les, al costat del patriarca dels jansenistes, Antoine Arnauld, i amb ell va prosseguir decididament la batalla en defensa de les idees de Cornelius Jansen. Expulsat per les autoritats espanyoles, va tornar a Brussel·les al cap d'algun temps, on va recollir l'herència d'Arnauld un cop va morir aquest l'any 1694.
Descobert el 1703, fou detingut i tancat a les presons de l'arquebisbat de Malines, però pocs mesos després va aconseguir evadir-se'n i es va refugiar a Amsterdam, on, malgrat l'excomunió, va reprendre la lluita, aixecant el clergat contra els bisbes i els bisbes contra Roma. Va morir a Amsterdam a l'edat de vuitanta-cinc anys, després d'haver format algunes esglésies jansenistes.

## Llegat
La seua obra cabdal, que el converteix en el jansenista capdavanter després de la pau clementina (1669), és Le Nouveau Testament avec des Réflexions Morales (1699), la idea central de la qual és l'excel·lència i l'omnipotència de la gràcia de Jesucrist. Pel tipus d'exposició, el seu pensament resta fragmentari amb un llenguatge també força obscur. La seua obra fou condemnada per Gregori XI, en la butlla Unigenitus (1713).

## Obres destacades
- Lettres contre les nudités addressées aux religieuses qui ont soin de l'éducation des filles
- L'Idée du Sacerdoce et du Sacrifice de Jésus Christ
- Les trois consécrations: la consécration baptismale, la sacerdotale et la consécration religieuse
- Elévation à N. S.J. C. sur sa Passion et sa Mort
- Jésus pénitent
- Du bonheur de la mort chrétienne
- Prières chrétiennes avec des pratiques de piété
- Office de Jésus avec des réflexions
- Recueil de lettres spirituelles sur divers sujets de la morale et de la piété
- Apologie historique de deux censures (contre Lessius) de l'Université de Douai
- Tradition de l'Église Romaine sur la prédestination des saints et sur la grâce efficace
- La discipline de l'Église tirée du Nouveau Testament et de quelques anciens conciles
- Entretiens sur le Décret de Rome contre le Nouveau Testament de Châlons accompagnées de réflexions morales[3]